# Liute, Seredîna-Buda
Liute (în ucraineană Люте) este un sat în așezarea urbană Znob-Novhorodske din raionul Seredîna-Buda, regiunea Sumî, Ucraina.

## Demografie
Componența lingvistică a localității Liute
     Ucraineană (82,35%)
     Rusă (17,65%)
Conform recensământului din 2001, majoritatea populației localității Liute era vorbitoare de ucraineană (82,35%), existând în minoritate și vorbitori de rusă (17,65%).